# Норвежский университет наук о жизни

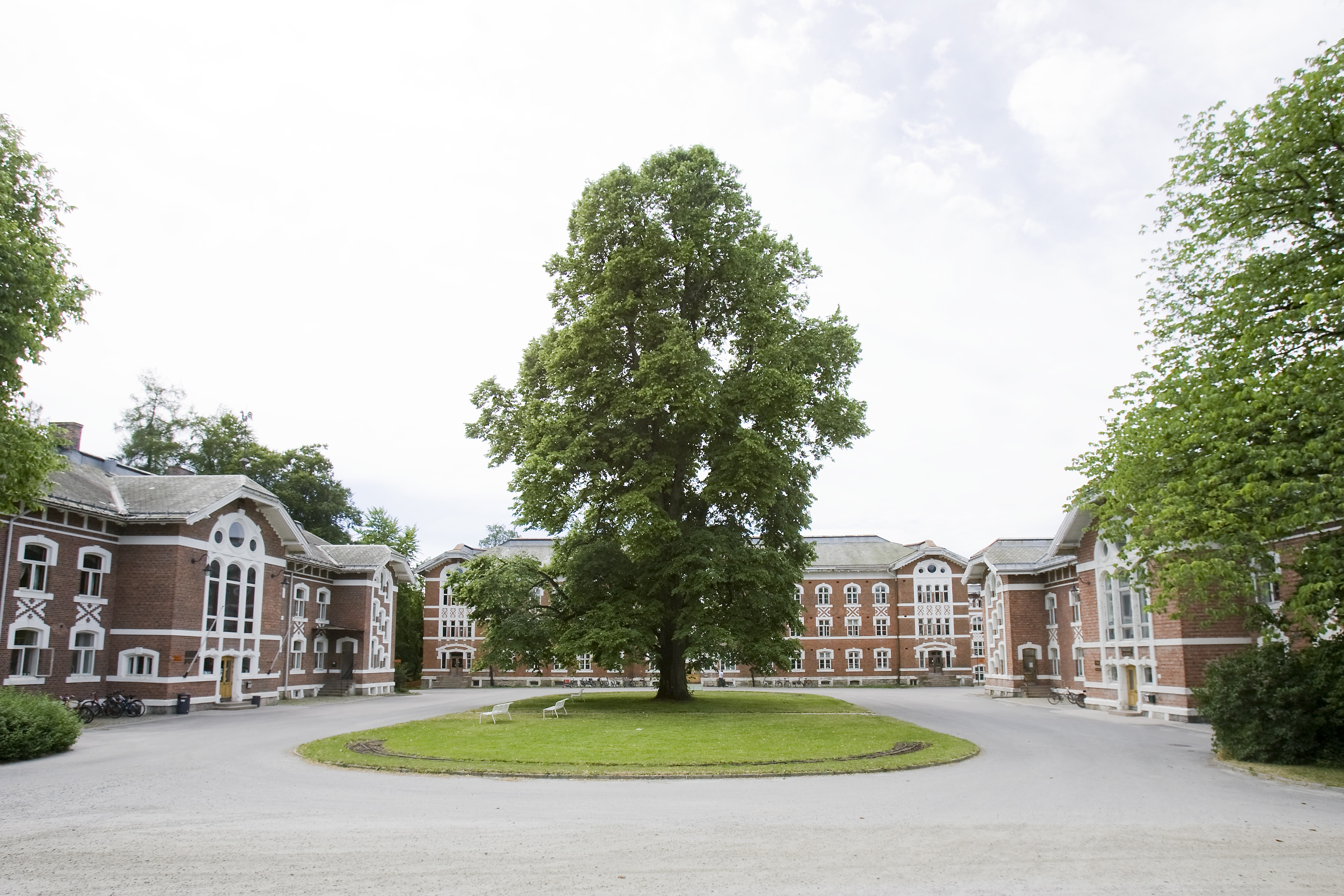
Норвежский университет наук о жизни

Норвежский университет наук о жизни (норв. Norges miljø- og biovitenskapelige universitet, NMBU — государственное высшее учебное заведение Норвегии, основанное в 1859 году. Расположен в коммуне Ос губернии (фюльке) Акерсхус, Норвегия. Является вторым старейшим высшим учебным заведением в стране после университета Осло. Единственное учебное заведение в Норвегии, которое даёт ветеринарное образование.

## История

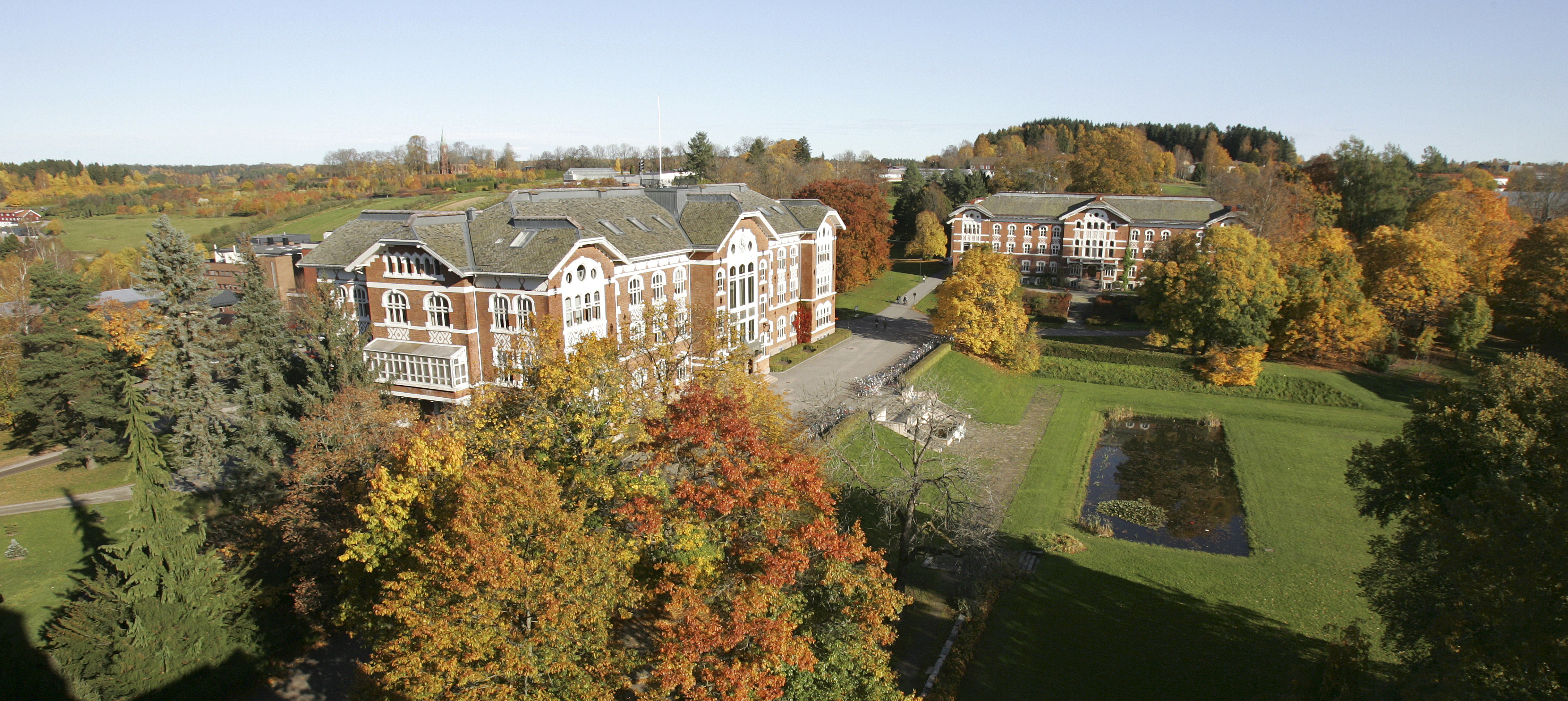
Кампус

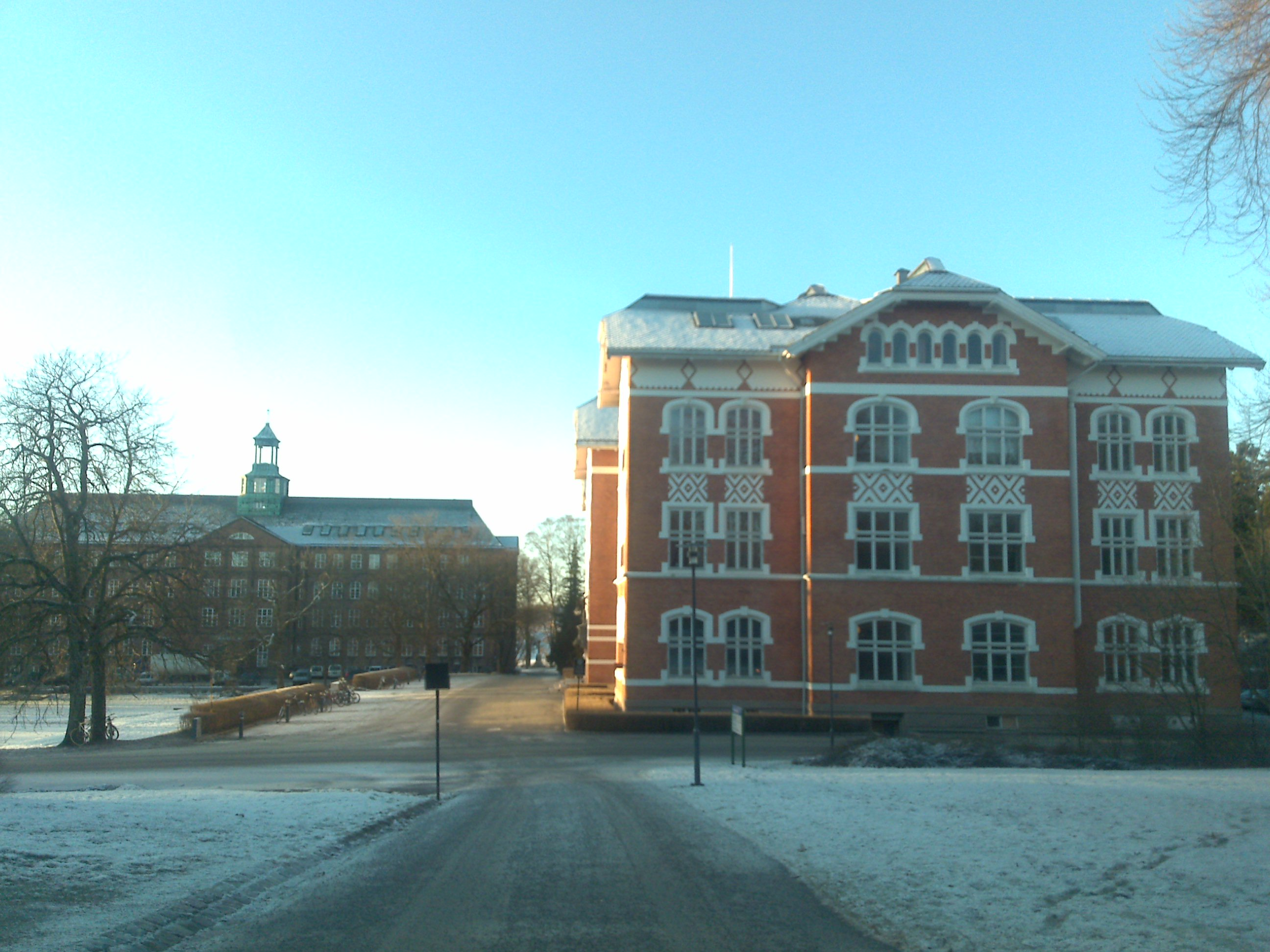
Факультет экологических и биологических наук

Основанный в 1859 году как Норвежский сельскохозяйственный колледж. В 1897 году стал университетским колледжем, ведущим широкие научные исследования. В 2005 году ему был присвоен статус университета. Сейчас это ведущий специализированный академический и исследовательский университет, в котором обучалось 5670 студентов на август 2019 г.).

## Структура
Университет разделён на три факультета, которые в свою очередь подразделяются на 13 кафедр:
- Факультет экологических наук и технологий
- Факультет социальных наук
- Факультет ветеринарной медицины и наук о жизни

Кафедры, центры и школы:
- Биологические науки
- Химия, биотехнология и пищевая наука
- Науки об окружающей среде и управлении природными ресурсами
- Ландшафт и общество
- Школа экономики и бизнеса
- Наука и технологии
- Ветеринарная медицина
- Центр белковой аквакультуры
- Экспериментальный центр животноводства
- Центр исследований растений в контролируемом климате
- Центр непрерывного образования
- Центр интегративной генетики
- Норвежский Центр Биоэнергетических исследований
- Центр обработки изображений Campus Ås

Имеет соглашения об обмене с более чем 93 университетами по всему миру, включая шесть северных, 44 европейских и восемь североамериканских вузов.